# Municipio de Oakhill
El municipio de Oakhill (en inglés: Oakhill Township) es un municipio ubicado en el condado de Barnes en el estado estadounidense de Dakota del Norte. En el año 2010 tenía una población de 51 habitantes y una densidad poblacional de 0,55 personas por km².

## Geografía
El municipio de Oakhill se encuentra ubicado en las coordenadas 46°40′45″N 98°1′5″O / 46.67917, -98.01806. Según la Oficina del Censo de los Estados Unidos, el municipio tiene una superficie total de 91.93 km², de la cual 91,72 km² corresponden a tierra firme y (0,23 %) 0,21 km² es agua.

## Demografía
Según el censo de 2010, había 51 personas residiendo en el municipio de Oakhill. La densidad de población era de 0,55 hab./km². De los 51 habitantes, el municipio de Oakhill estaba compuesto por el 100 % blancos. Del total de la población el 0 % eran hispanos o latinos de cualquier raza.